# Морские экосистемы

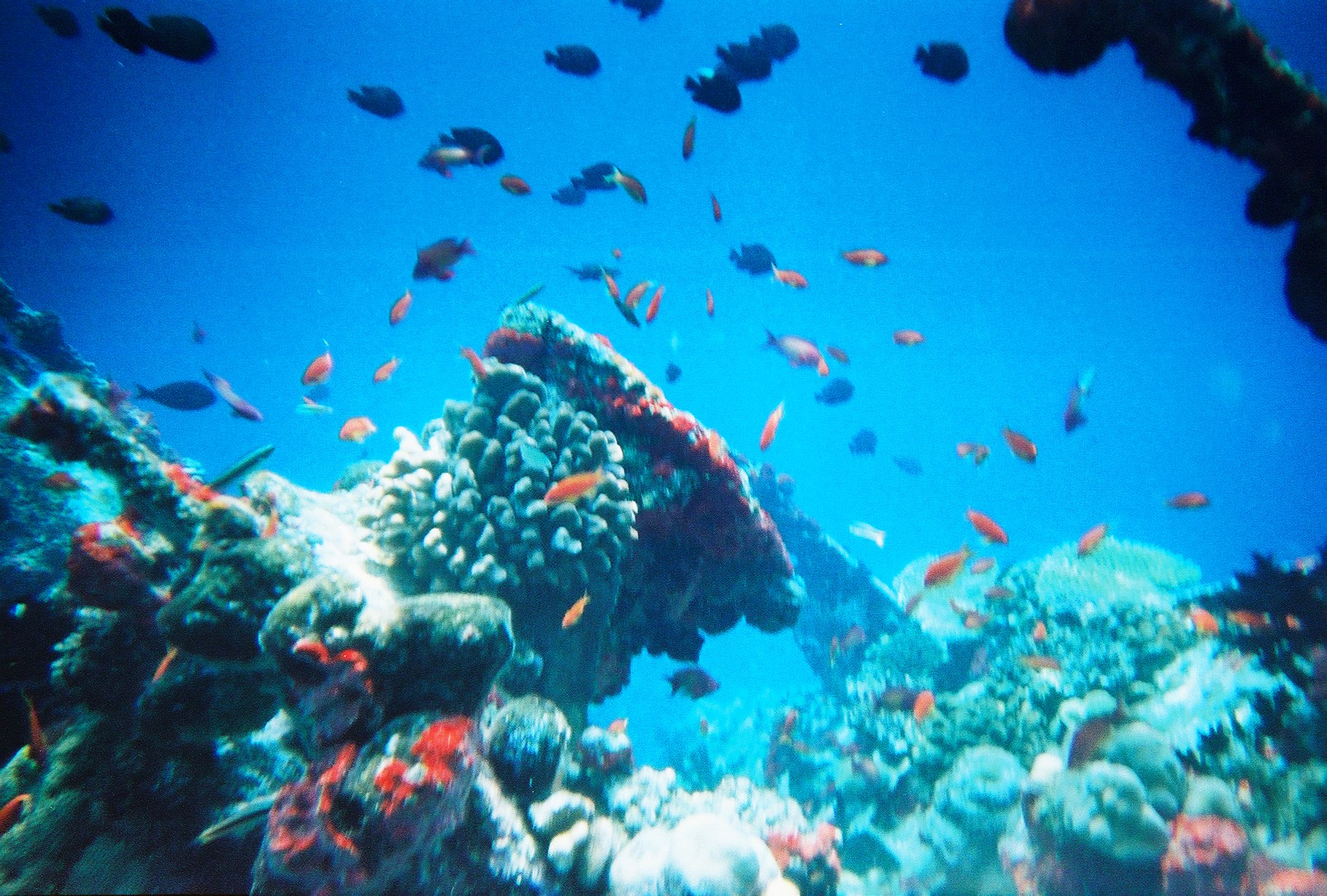
Коралловые рифы славятся своим серьёзным биоразнообразием

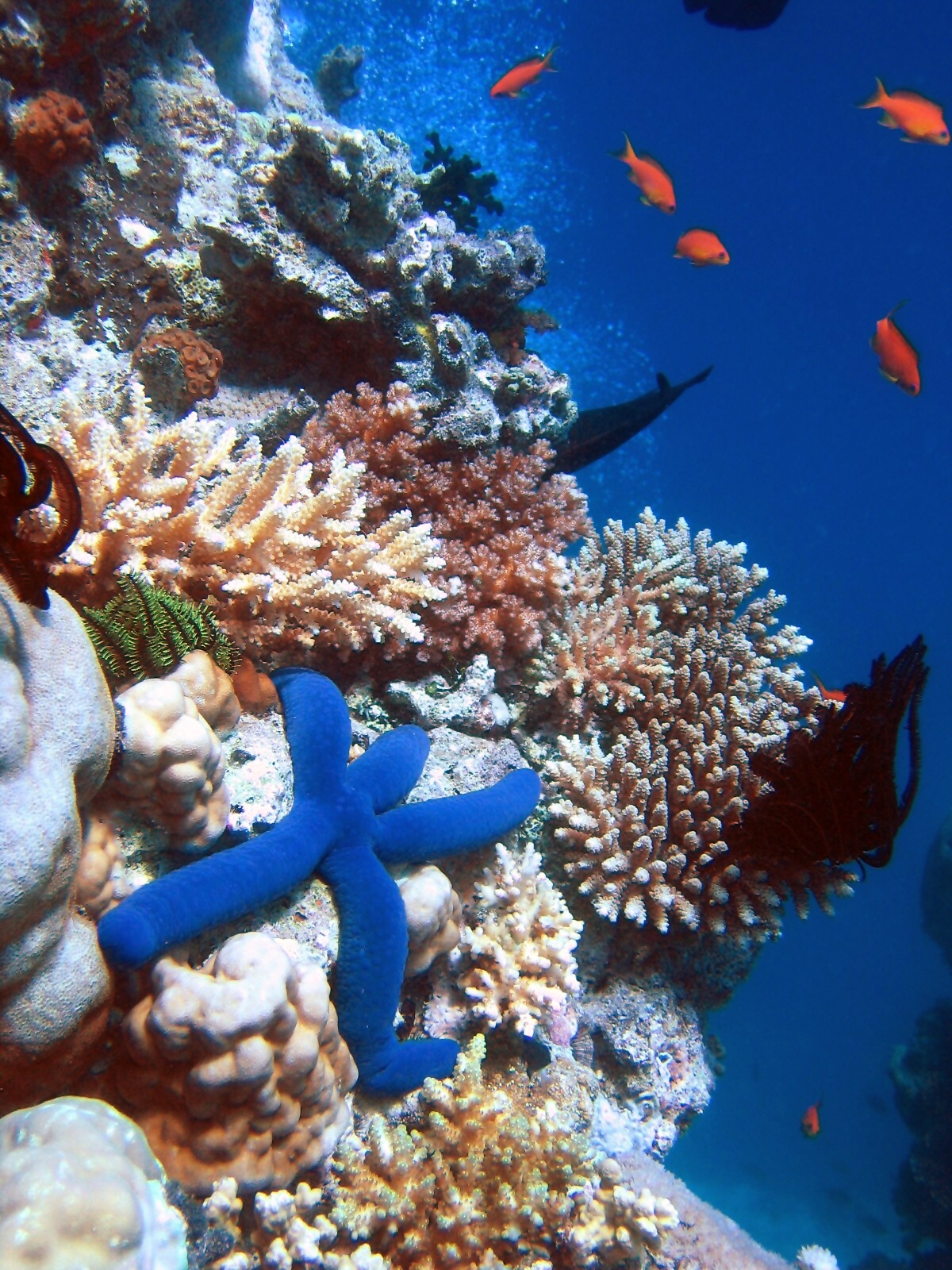
Большой Барьерный риф

Морские экосистемы — одни из крупнейших водных экосистем Земли. Они включают в себя океаны, солончаки, зоны приливов, лиманы, лагуны, мангровые заросли, коралловые рифы, глубокое море и морское дно. Они могут быть противопоставлены пресноводным экосистемам, воды которых имеют более низкое содержание соли. Морские воды занимают две трети поверхности Земли. Подобные места считаются экосистемами, потому что жизнь растений поддерживает жизнь животных и наоборот.
Морские экосистемы очень важны для общего состояния здоровья как морской, так и наземной среды. По данным Центра мировых ресурсов, на прибрежные места обитания приходится около 1/3 всей морской биологической продуктивности, включая устьевые экосистемы (то есть солончаки, морскую растительность, мангровые леса), они являются одними из наиболее продуктивных районов на планете. Кроме того, морские экосистемы, такие как коралловые рифы, по сравнению с другими морскими экосистемами создают более высокий уровень биологического разнообразия, обеспечивая питанием и приютом.
Морские экосистемы, как правило, имеют большое разнообразие биологических видов и, следовательно, как полагают, обладают хорошей устойчивостью против инвазивных видов. Тем не менее, исключения встречались, и механизмы, ответственные за обеспечение устойчивости к вторжению, пока неизвестны.

## Классификация

Экологические зоны Мирового океана

С точки зрения экосистем весь мировой океан делят на пелагиаль (водная толща) и бенталь (дно).
Бенталь делят на супралитораль (часть берега, увлажняемая заплесками и брызгами воды), литораль (прибрежье, периодически заливаемое водой во время приливов и освобождающееся от нее во время отливов, с глубинами до 18 м), сублитораль (до нижней границы распространения донных фотосинтезирующих растений, 100 – 200 м глубины), батиаль (занимает материковый склон, до 600 м глубины), абиссаль (занимает океаническое ложе до глубины 3000 м) и ультраабиссаль или гадаль (на глубинах свыше 6–7 км).
Пелагиаль по вертикали и по горизонтали делят на эпипелагиаль (верхний слой воды до глубины 200 м), батипелагиаль (до нижней границы батиали), абиссопелагиаль (от нижней границы батиали до глубин 6–7 км), и ультрабиссопелагиаль (на глубинах свыше 6–7 км).
Все организмы морских экосистем делят на нектон (активно плавающие животные — рыбы, кальмары, осьминоги, киты, тюлени, морские змеи и черепахи), планктон (мелкие растения и животные, не обладающие способностью активно перемещаться на большие расстояния) и бентос (растения и животные, живущие на дне).